# Ljusfläckig vedsvampbagge
Ljusfläckig vedsvampbagge (Mycetophagus piceus) är en skalbaggsart som först beskrevs av Fabricius 1777.  Ljusfläckig vedsvampbagge ingår i släktet Mycetophagus, och familjen vedsvampbaggar. Arten är reproducerande i Sverige.